# Eugène Deslaw
Eugène Deslaw (eigentlich Jewgeni Slawtschenko; * 8. Dezember 1898 in Kiew; † 10. September 1966 in Nizza) war ein französischer Journalist, Regisseur und Drehbuchautor.

## Leben
Deslaw emigrierte aus seinem Heimatland als Folge des Niedergangs der Ukrainischen Volksrepublik zunächst in die Tschechoslowakei. Er interessierte sich für die Ideen der dortigen Film-Avantgarde um Zet Molas in Prag, dessen Ideen er auch nach seiner 1922 erfolgten Übersiedlung nach Frankreich, wo er seinen Künstlernamen annimmt, weiter verfolgt. Seinen Lebensunterhalt bestritt er mit Artikeln und Beiträgen zu Kinozeitschriften. Die Ideen des Modernismus aufnehmend, schuf er als Regisseur – nach der Regieassistenz zu Abel Gances Napoléon im Jahr 1926 – wenige, aber wichtige avantgardistische Werke, bis der Tonfilm eine Zäsur brachte. Deslaw brachte nach 1935 nur noch wenige, meist kurze, Werke zustande, die die Bedeutung seines (mit Kameramann Boris Kaufman geschaffenen) La marche des machines und Montparnasse, poème du Café crème nicht mehr erreichen konnten. Er betätigte sich in diesen Jahren vor allem beim Schnitt und der Synchronisation fremdsprachiger Filme. Während des Zweiten Weltkrieges arbeitete er wieder als Journalist; danach schrieb er Drehbücher. Ein spätes experimentelles Werk stellte er bei der Biennale in Venedig 1957 vor, das ausgezeichnet wurde. Neun Jahre später stirbt Deslaw, der zur zweiten Welle der französischen Avantgarde gezählt wird, vergessen.
2004 fand eine Retrospektive seines Schaffens im Centre Pompidou statt.